# Roxana Cocoș
Roxana Daniela Cocoș (ur. 5 czerwca 1989 w Bukareszcie) – rumuńska sztangistka, dwukrotna medalistka mistrzostw Europy.
W 2012 roku zdobyła srebrny medal w wadze lekkociężkiej podczas igrzysk olimpijskich w Londynie. W zawodach tych uległa jedynie Rim Jong-sim z Korei Północnej. W listopadzie 2020 roku została zdyskwalifikowana i pozbawiona medalu, po tym jak w jej organizmie wykryto doping. Brała też udział w igrzyskach olimpijskich w Pekinie cztery lata wcześniej, zajmując siódme miejsce w wadze lekkiej.
Zdobyła ponadto srebrny medal w wadze lekkociężkiej na mistrzostwach Europy w Antalyi (2012) i brązowy w wadze średniej podczas mistrzostw Europy w Mińsku (2010).